# März 1996
Portal Geschichte | Portal Biografien | Aktuelle Ereignisse | Jahreskalender | Tagesartikel

◄ |
19. Jahrhundert |
20. Jahrhundert
| 21. Jahrhundert

◄ |
1960er |
1970er |
1980er |
1990er
| 2000er | 2010er | 2020er | ►

◄ |
1992 |
1993 |
1994 |
1995 |
1996
| 1997 | 1998 | 1999 | 2000 | ►

◄ |
Dezember 1995 |
Januar 1996 |
Februar 1996 |
März 1996 |
April 1996 |
Mai 1996 |
Juni 1996 |
►
Dieser Artikel behandelt aktuelle Nachrichten und Ereignisse im März 1996.

## Tagesgeschehen

### Freitag, 1. März 1996
- Shenzhen/China: Das 384 m hohe Shun-Hing-Square-Hochhaus in der chinesischen Sonderwirtschaftszone löst das 1992 eröffnete und 374 m hohe Central-Plaza-Hochhaus im benachbarten Hongkong als höchstes Gebäude außerhalb Nordamerikas ab.[1]

### Sonntag, 3. März 1996

Die Partido Popular siegt erstmals bei einer Parlamentswahl

- Madrid/Spanien: In Spanien wählen die teilnehmenden Stimmberechtigten die Regierung der Sozialistischen Arbeiterpartei (PSOE) unter Felipe González ab. Als stärkste Kraft geht die Volkspartei (PP) aus den vorgezogenen Parlamentswahlen hervor, mit einem Vorsprung von circa 1 % der Stimmen auf die PSOE. Der PP-Spitzenkandidat José María Aznar benötigt im Unterhaus für seine Wahl zum Ministerpräsidenten die Unterstützung durch eine der kleineren Fraktionen.[2]

### Dienstag, 5. März 1996
- St. George’s/Grenada: Sieben Staaten in der östlichen Karibik begründen das „Regional Security System“ (deutsch „Regionales Sicherheitssystem“). Neben Grenada beteiligen sich an dem Militärbündnis die Staaten Antigua und Barbuda, Barbados, Dominica, St. Kitts und Nevis, St. Lucia sowie St. Vincent und die Grenadinen. Die ersten Beistandspakte der Mitglieder, damals noch ohne juristische Grundlage, reichen ins Jahr 1982 zurück.[3]

### Sonntag, 10. März 1996
- Bern/Schweiz: In einer Volksabstimmung beschließen die Teilnehmer die Aufwertung der bündnerromanischen Sprache, Einsparungen bei der Subvention von Branntwein und Brennapparaten sowie bei den Aufwendungen für den Bau von Parkplätzen neben Bahnhöfen und außerdem den Übertritt Vellerats vom Kanton Bern in den Kanton Jura. Abgelehnt wird die Zentralisierung der Beschaffung der Militärausrüstung für Angehörige der Armee.[4][5]
- Oppland/Norwegen: In der Gesamtwertung der Herren-Wettbewerbe des Alpinen Skiweltcups 1995/96 belegt der Norweger Lasse Kjus nach dem letzten Rennen im Skigebiet Kvitfjell/Hafjell Platz 1. Bei den Damen gewinnt Katja Seizinger als erste Deutsche seit Rosi Mittermaier 1976 den Gesamt-Weltcup.[6][7]
- Trujillo/Peru: Die Mitgliedstaaten des „Andenpakts“, Bolivien, Ecuador, Kolumbien und Peru, sowie Venezuela einigen sich darauf, die im Abkommen von Cartagena festgelegte supranationale Andenrechtsordnung zu erweitern und eine wirtschaftliche und politische Gemeinschaft nach dem Vorbild der Europäischen Union anzustreben.[8]

### Dienstag, 12. März 1996
- Ankara/Türkei: Die Große Nationalversammlung spricht der neugebildeten Koalitionsregierung aus Mutterlandspartei (ANAP) und Partei des Rechten Weges unter Führung von Mesut Yılmaz (ANAP) mit der absoluten Mehrheit der Anwesenden ihr Vertrauen aus. Die im Parlament durch die meisten Mandate repräsentierte Wohlfahrtspartei scheiterte in den vergangenen Monaten bei der Suche nach einem Koalitionspartner.[9]
- Wien/Österreich: Bundespräsident Thomas Klestil (ÖVP) gelobt die von Bundeskanzler Franz Vranitzky (SPÖ) angeführte umgebildete Bundesregierung an. In dieser vertreten sind sowohl Parteiangehörige der SPÖ als auch Mitglieder der ÖVP.[10]

### Freitag, 15. März 1996

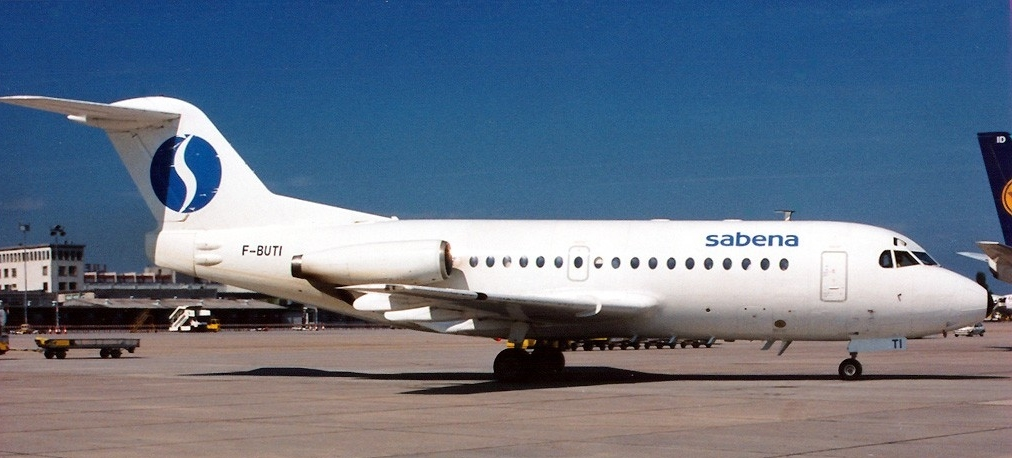
Flugzeug vom Typ Fokker F-28-1000

- Amsterdam/Niederlande: Der seit Jahren wirtschaftlich angeschlagene Flugzeugbauer Fokker N. V. meldet Insolvenz an. Das Unternehmen konnte die Kosten für die Entwicklung seiner aktuellen Flugzeuge nicht durch Verkaufserlöse decken und scheiterte auch bei der Suche nach einem strategischen Partner.[11]

### Montag, 18. März 1996
- Palermo/Italien: In der Nähe von Sferracavallo stößt ein Bus in einem Tunnel gegen einen Lkw, der 2.500 l Flüssiggas transportiert. In Folge des Aufpralls gerät ein Teil des Gases in Brand und erhitzt das übrige Gas im Kessel des Lkw, bis dieser schließlich explodiert. Fünf Menschen verbrennen, viele weitere bringen sich in der Zeitspanne zwischen Unfall und Explosion in Sicherheit.[12]

### Mittwoch, 20. März 1996

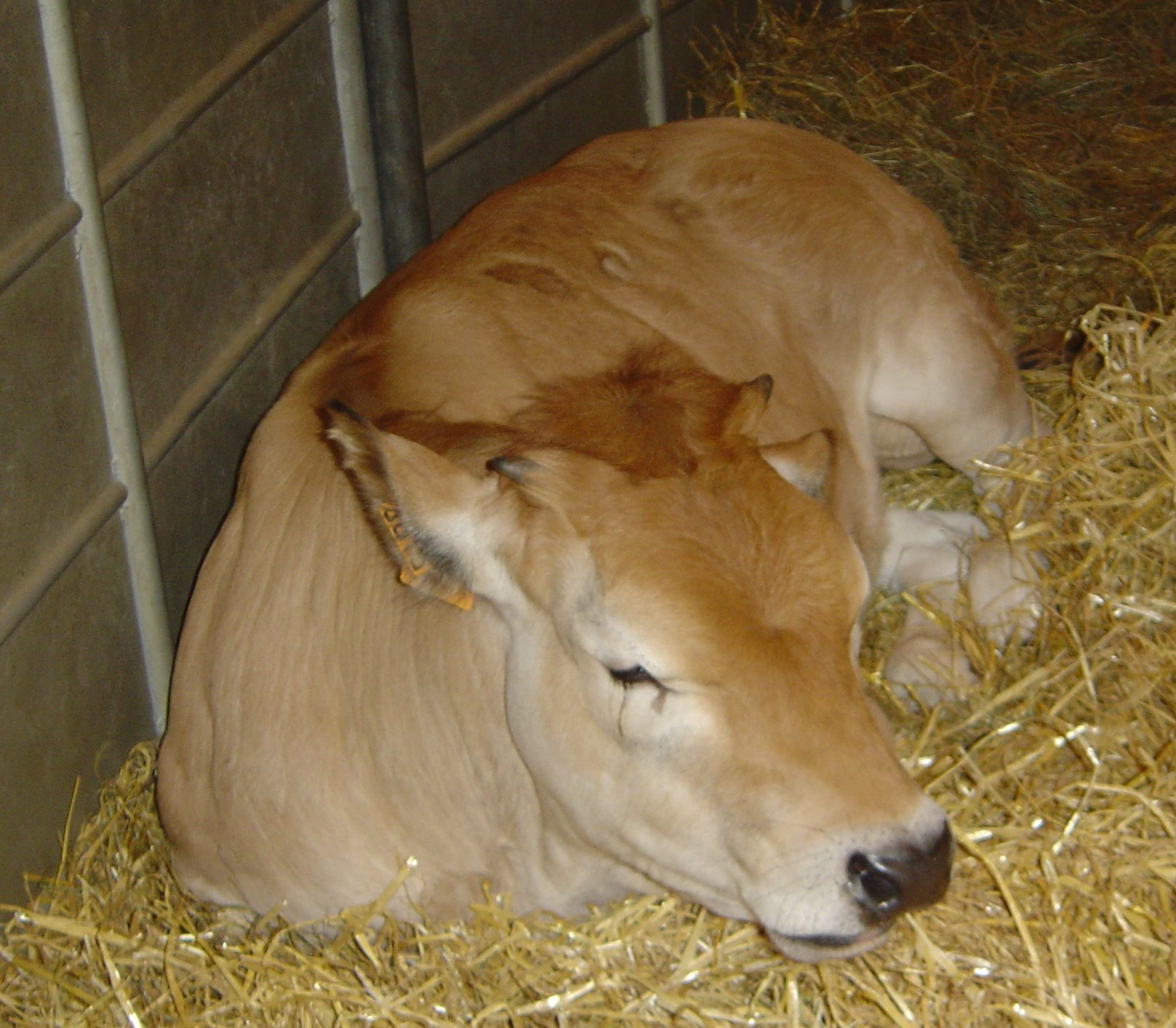
BSE: Der Markt für Rindfleisch bricht europaweit ein

- London/Vereinigtes Königreich: Die britische Regierung räumt ein, dass der seit den 1980er Jahren in Großbritannien grassierende Erreger der Rinder-Seuche Bovine spongiforme Enzephalopathie (BSE) auch für Menschen gesundheitsschädlich ist.[13]

### Freitag, 22. März 1996
- Stockholm/Schweden: Als Nachfolger des in den Ruhestand getretenen Ministerpräsidenten Ingvar Carlsson von der Sozialdemokratischen Arbeiterpartei wird dessen Parteikollege Göran Persson als Ministerpräsident vereidigt. Er führt Carlssons Minderheitsregierung fort.[14]

### Sonntag, 24. März 1996

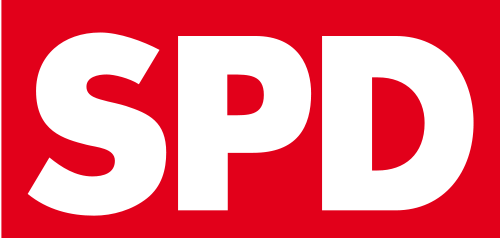
SPD-Verluste bei drei Landtagswahlen, in Baden-Württemberg fällt die Partei auf 25,1 %

- Kiel/Deutschland: Bei der Landtagswahl in Schleswig-Holstein bleibt die SPD stärkste Kraft, verliert aber die absolute Mehrheit. Alte und neue Ministerpräsidentin des Landes ist Heide Simonis, wenn die Grünen (Stimmenanteil 8,1 %) eine rot-grüne Koalition befürworten. Die CDU, zum zweiten Mal mit Ottfried Hennig als Spitzenkandidat angetreten, bleibt mit 37,2 % in der Opposition. Die nationalistische DVU verlässt den Landtag nach vier Jahren wieder.[15]
- Mainz/Deutschland: Bei der Landtagswahl in Rheinland-Pfalz stellt sich Ministerpräsident Kurt Beck (SPD) erstmals einer Volkswahl, nachdem er 1994 Rudolf Scharping ablöste, der in die Bundespolitik wechselte. Die sozialliberale Koalition kann bei Verlusten von 3,0 % der Wählerstimmen in der Summe fortgeführt werden. Die CDU fährt mit 38,7 % dasselbe Ergebnis ein wie 1991.[16]
- Stuttgart/Deutschland: Die Landtagswahl in Baden-Württemberg führt zum Ende der großen Koalition unter CDU-Ministerpräsident Erwin Teufel. Seine Partei steigert sich gegenüber 1992 auf 41,3 % und die FDP/DVP, der Wunschpartner für eine Koalition, auf 9,6 %. Die Republikaner überspringen wie 1992 ohne Schwierigkeiten die Sperrklausel und gewinnen 9,1 % der Stimmen. Damit entfallen nur 58 von 155 Mandaten auf Parteien aus dem linken Spektrum.[17]

### Montag, 25. März 1996

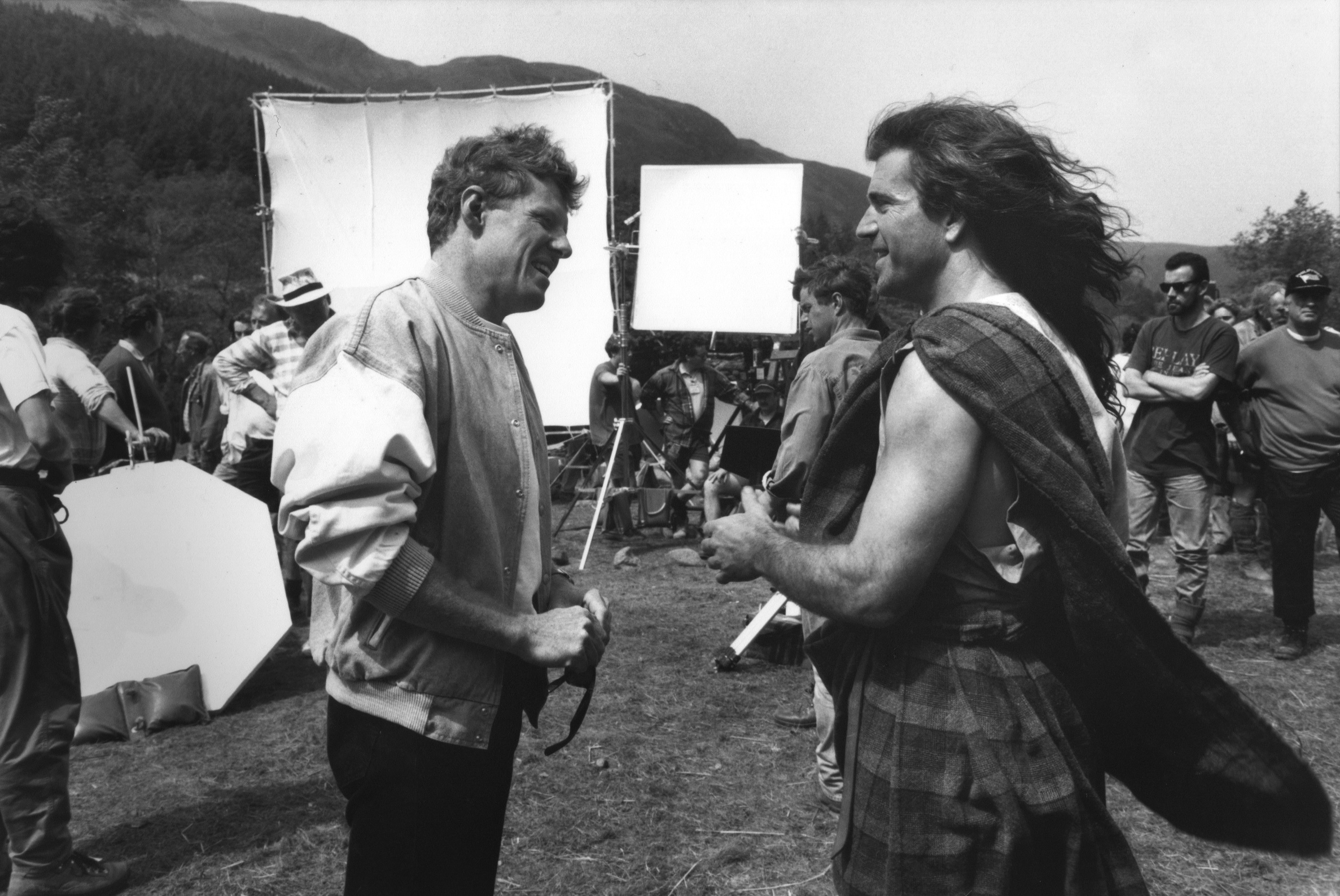
Mel Gibson (rechts) in einer Drehpause

- Los Angeles/Vereinigte Staaten: Bei den 68. Academy Awards der Filmbranche wird Braveheart von Regisseur Mel Gibson, der gleichzeitig in der Hauptrolle zu sehen ist, als bester Film prämiert. Die Oscars für die besten Hauptdarsteller gewinnen Susan Sarandon und Nicolas Cage.[18]

### Mittwoch, 27. März 1996
- Brüssel/Belgien: Die Kommission der Europäischen Union verhängt den so genannten „Komplett-Bann“ gegen Rinder und Rindfleischprodukte aus dem Vereinigten Königreich, um die Verbreitung des Erregers der Schwammartigen Veränderung von Gehirnsubstanz bei Rindern in Kontinentaleuropa und in Irland einzudämmen.[19]

### Samstag, 30. März 1996
- Düsseldorf/Deutschland: Thomas Gottschalk moderiert die 100. Ausgabe der Fernsehshow Wetten, dass..? Zu Gast sind u. a. Frank Elstner, Wolfgang Lippert und die Pop-Formation Take That.[20]